# Allan Gibbard
Allan F. Gibbard (* 1942) ist ein US-amerikanischer Philosoph und emeritierter Professor der University of Michigan. 1990 wurde er in die American Academy of Arts and Sciences gewählt, 2009 in die National Academy of Sciences. 2001/02 amtierte er als Präsident der American Philosophical Association (APA), Division Central.
Gibbard legte 1963 das Bachelor-Examen am Swarthmore College ab (Hauptfach: Mathematik, Nebenfächer Physik und Philosophie). Danach folgten zwei Jahre im Rahmen des U.S. Peace Corps als Lehrer an der Achimota School in Ghana (Fächer: Mathematik und Physik). Anschließend ging Gibbard zum Philosophiestudium an die Harvard University, das er dort mit der Promotion zum Ph.D. abschloss. Nach Tätigkeiten als Assistant Professor und Associate Professor an der University of Chicago und an der University of Pittsburgh wechselte er 1977 an die University of Michigan, wo er seither als Professor lehrt. 2016 wurde er emeritiert. Er ist Fellow der Econometric Society.
In seinen Büchern entwickelte er eine allgemeine Theorie der moralischen Urteile und der Urteile über die Rationalität.

## Schriften (Auswahl)
- Meaning and normativity. Oxford University Press, Oxford 2012, ISBN 9780199646074.
- Thinking how to live. Harvard University Press, Cambridge (Mass.) 2003, ISBN 0674011678.
- Utilitarianism and coordination. Garland, New York 1990, ISBN 0824032020.
- Wise choices, apt feelings. A theory of normative judgment. Harvard University Press, Cambridge (Mass.) 1990, ISBN 0674953770.